# 沢伸一
沢 伸一（さわ しんいち）は、日本のボーカルトレーナー、作詞・作曲プロデューサーである。

## 人物
奈良県奈良市出身。

## 略歴
１９８９年から芸能活動を始動する（沢伸一）。その後はアジア各地を周り、１９９３年からは内山田洋の弟子となり、その後クールファイブのメインボーカルとして活動する。また、テレビ・ラジオ等、多数のレギュラーもこなす。その後、地元奈良に戻り、芸能プロダクションを設立し、「出場する立場」から「造る立場」となり、関西圏の数々のイベントをプロデュースする。さらに２０１５年よりは、芸能プロダクションＳＧＰジュニアコースを開設し、プロ育成のために尽力する。２０１９年からは、再びメジャーレコード会社から新人育成の依頼を受け、ボイストレーナーとして活躍する。